# Kanton Villefort
Kanton Villefort (francouzsky Canton de Villefort) je francouzský kanton v departementu Lozère v regionu Languedoc-Roussillon. Tvoří ho 24 obcí.

## Obce kantonu
- Altier
- La Bastide-Puylaurent
- Pied-de-Borne
- Pourcharesses
- Prévenchères
- Saint-André-Capcèze
- Villefort